# Château de Nagytétény
Le Château de Nagytétény (en hongrois : Nagytétényi kastély), anciennement Château Száraz-Rudnyánszky (Száraz-Rudnyánszky-kastély) est une demeure située dans le 22e arrondissement de Budapest. Situé dans le quartier de Nagytétény, il fut construit pour le compte du baron József Rudnyánszky, époux de Julianna Száraz. Il est désormais utilisé comme salle d'exposition du Musée hongrois des arts décoratifs.